# Hoon Lee
Tong Hoon Lee (nacido el 18 de julio de 1973) es un actor de teatro, cine y televisión estadounidense, conocido por interpretar a Job en la serie original de Cinemax Banshee y al Rey en el revival de Broadway de El rey y yo, y por interpretar a Hamato Yoshi / Splinter en la versión 2012 de Las tortugas ninja y Shredder en El ascenso de las tortugas ninja.

## Primeros años y carrera
Lee se graduó de la Universidad de Harvard en 1994. Apareció en 2001 en la producción de Broadway de Urinetown. Desempeñó muchos papeles a lo largo de los años hasta que fue elegido como Rosencrantz en una versión musical de Hamlet. En 2008, Lee ganó un premio Theatre World por interpretación distinguida en Yellow Face.
En televisión, Lee consiguió su primer papel como el Dr. Mao en un episodio de Sex and the City en 2003. También hizo apariciones especiales en Law & Order, Fringe, Royal Pains, White Collar, NCIS: New Orleans y otras series. También tuvo pequeños papeles en películas como Guardando las apariencias, We Own the Night, Premium Rush y La hija de mi mejor amigo.
En marzo de 2012, fue elegido para el papel protagónico de Job, un hacker informático travesti de nivel ultra, en la serie de televisión Banshee.
El 18 de junio de 2015, se anunció que Lee sucedería a José Llana en el papel del Rey de Siam en el revival de El rey y yo del Lincoln Center, ganadora de un Tony. Lee se unió formalmente al elenco el 29 de septiembre de 2015, interpretando al Rey hasta abril de 2016.

## Vida personal
Los padres de Lee son Jung Ja Lee y Moon Soo Lee, y su hermano es Tony Lee, el renombrado entrenador del club de voleibol del MIT (que ganó la competencia nacional de 2014). Lee nació en Plymouth, Massachusetts. Se casó con Sekiya Lavone Billman en octubre de 2008. Se conocieron en 2001 mientras actuaban en una producción de Making Tracks en un evento benéfico en Taipéi, Taiwán, para Second Generation, una compañía de teatro asiático-estadounidense en Manhattan.

## Filmografía

### Películas
| Año  | Título                    | Papel                                | Notas        |
| ---- | ------------------------- | ------------------------------------ | ------------ |
| 2004 | Guardando las apariencias | Raymond Wong                         |              |
| 2007 | We Own the Night          | Conductor se servicio de emergencias |              |
| 2011 | La hija de mi mejor amigo | Henry                                |              |
| 2012 | Exposed                   | Taki                                 |              |
| 2012 | Premium Rush              | Mánager de piso                      |              |
| 2016 | Identity Crisis           | Assassin                             | Cortometraje |
| 2020 | Mulan                     | Magistrado de la villa               |              |
| 2023 | El Rey Mono               | Emperador de Jade                    | Voz          |

### Televisión
| Año     | Título                           | Papel                                                   | Notas                            |
| ------- | -------------------------------- | ------------------------------------------------------- | -------------------------------- |
| 2003    | Sex and the City                 | Dr. Mao                                                 | Episodio: "The Domino Effect"    |
| 2006    | Law & Order                      | Huot Mam                                                | Episodio: "Hindsight"            |
| 2008    | Fringe                           | Richard                                                 | Episodio: "Power Hungry"         |
| 2009    | The Unusuals                     | Oficial Chung                                           | Episodio: "Crime Slut"           |
| 2009    | Royal Pains                      | Stu                                                     | Episodio: "The Honeymoon's Over" |
| 2009    | White Collar                     | Lao Shen                                                | Episodio: "All In"               |
| 2010    | Blue Bloods                      | Detective Tuan                                          | Episodio: "Chinatown"            |
| 2012    | NYC 22                           | Detective Lee                                           | Episodio: "Crossing the Rubicon" |
| 2012–17 | Las tortugas ninja               | Hamato Yoshi / Splinter, Maestro Yuuta, conductor (voz) | Personaje regular, 77 episodios  |
| 2013    | Archer                           | Agente coreano (voz)                                    | Episodio: "The Honeymooners"     |
| 2013–16 | Banshee                          | Job                                                     | Protagonista, 31 episodios       |
| 2013–16 | Banshee Origins                  | Job                                                     | 3 episodios                      |
| 2014    | The Blacklist                    | Mako Tanida                                             | Episodio: "Mako Tanida"          |
| 2015    | Hawaii Five-0                    | Kee Mun                                                 | Episodio: "E 'Imi pono"          |
| 2015–18 | Bosch                            | Reggie Woo                                              | 6 episodios                      |
| 2017    | Outcast                          | Dr Kenneth Park                                         | Series regular, 7 episodios      |
| 2017–18 | Iron Fist                        | Lei Kung                                                | 2 episodios                      |
| 2019    | NCIS: New Orleans                | Norman Wong                                             | Episodio: "Crab Mentality"       |
| 2019–   | Warrior                          | Wang Chao                                               | Protagonista                     |
| 2019-20 | El ascenso de las tortugas ninja | Ancestro, Oroku Saki / Shredder (voces)                 | 4 episodios                      |
| 2021    | See                              | Toad                                                    | Protagonista (temporada 2)       |
| 2022    | DMZ                              | Wilson Lin                                              | Miniseries                       |

### Videojuegos
| Año  | Título                                           | Papel                           |
| ---- | ------------------------------------------------ | ------------------------------- |
| 2004 | Grand Theft Auto: San Andreas                    | Gángster                        |
| 2009 | Grand Theft Auto: The Lost and Damned            | Población de Liberty City       |
| 2011 | Homefront                                        | Coronel Jeong / Comandante Park |
| 2013 | Teenage Mutant Ninja Turtles                     | Hamato Yoshi / Splinter         |
| 2014 | Teenage Mutant Ninja Turtles: Danger of the Ooze | Hamato Yoshi / Splinter         |